# سندرم‌های دوره‌ای وابسته به کرایوپایرین
سندرم‌های دوره‌ای وابسته به کرایوپایرین (انگلیسی: Cryopyrin-associated periodic syndrome) یا به اختصار «CAPS» گروهی از بیماری‌های خودایمنی ناهمگون و نادر است که مشخصه‌شان، التهاب فراگیر وابسته به اینترلوکین ۱ بتا و علائم مختلف پوستی، عصبی، مفصلی و جلدی است.
این بیماری‌ها طیفی از سه سندرم بالینی را در بر می‌گیرد که مشخصهٔ کمابیش مشابهی دارند و شامل «سندرم خودایمنی سرد خانوادگی»، «سندرم ماکل-ولس» و «بیماری التهابی مولتی‌سیستمیک با شروع در نوزادی» هستند که هر سه، در اثر جهش ژنی یکسانی ایجاد می‌شوند.
داروهایی نظیر کاناکینومب، ریلوناسپت، آناکینرا، تالیدومید و توسیلیزومب در درمان این گروه از بیماری‌ها بکار رفته‌است.